# Rue Père Eudore Devroye
La rue Père Eudore Devroye (en néerlandais : Pater Eudore Devroyestraat) est une rue bruxelloise des communes d'Etterbeek et de Woluwe-Saint-Pierre en Belgique, qui va du boulevard Saint-Michel à l'avenue Roger Vandendriessche en passant par la rue Charles De Buck, l'avenue Édouard Lacomblé, la rue Maurice Liétart, la rue Paul Bossu et l'avenue Nestor Plissart.

## Histoire et description
La rue porte le nom du prêtre jésuite Eudore Devroye (1869-1929).
La numérotation des habitations va de 1 à 245 pour le côté impair et de 2 à 108 pour le côté pair. La rue Père Eudore Devroye longe le collège Saint-Michel.